# Bernartice, Písek
Bernartice là một làng thuộc huyện Písek, vùng Jihočeský, Cộng hòa Séc.